# Лагру, Саад
Саад Лагру (араб. سعد لكرو‎; род. 12 июня 1995, Марокко) — марокканский футболист, защитник, игрок клуба «Рапид» (Уэд-Зем).

## Карьера
Саад начал свою карьеру в марокканском клубе «Кенитра» из одноимённого города в 2012 году. В 2016 году стал игроком клуба «Дифаа», и в дебютном сезоне сыграл 29 матчей и забил один гол. Уже на следующий сезон игрок впервые в игровой карьере отправился за границу, в саудовский «Ан-Наср». В аренде сыграл 13 матчей, и по окончании сезона вернулся в «Дифуу».